# Meterana decorata
Meterana decorata là một loài bướm đêm trong họ Noctuidae.